# José Bové
José Bové, all'anagrafe Joseph Bové (Talence, 11 giugno 1953), è un attivista, agricoltore, sindacalista e politico francese, esponente del movimento no global e portavoce di Via Campesina.
Nel 2009 e nel 2014 è stato eletto europarlamentare nella lista Europe Écologie.

## Biografia
Joseph (José) Bové è nato a Talence in Aquitania ma ha trascorso l'infanzia in luoghi diversi, anche al di fuori dei confini francesi. All'età di tre anni ha seguito i genitori in California, dove lavoravano come ricercatori presso l'Università di Berkeley e parla di conseguenza un inglese fluente.
Ha frequentato una scuola superiore Gesuita nelle vicinanze di Parigi, dalla quale è stato espulso in quanto "turbolento". Nel 1976 Bové diventò attivista antimilitaritarista partecipando alla protesta del Lazarc. Durante la contestazione vennero occupati alcuni terreni del Larzac destinati alle esercitazioni militari dell'esercito francese. I manifestanti si unirono ad un gruppo di contadini formando un movimento di protesta contro la proposta di espansione di un accampamento militare sull'altopiano di Larzac, che avrebbe costretto gli allevatori di ovini a spostarsi. In questa occasione ha appreso l'arte di produrre il formaggio e infine è diventato allevatore di pecore, dedito alla produzione di formaggio Roquefort. Bové ha anche frequentato le comunità rurali dell'Arca, create da Lanza del Vasto, gandhiano e filosofo cattolico, fautore del ritorno alla terra, della semplicità di vita e dell'uso della nonviolenza nelle lotte sociali.

## Attivismo
José Bové è diventato una delle figure più in vista del movimento contro la globalizzazione neoliberista e leader no global della confederazione contadina. Si unì ad un gruppo di contadini che occupava il territorio minacciato dall'Esercito francese che intendeva sequestrarlo per esercitazioni militari. Nonostante in seguito a questa esperienza sia diventato un allevatore di pecore non ha abbandonato l'attivismo. Nel 1987 ha fondato la Confédération Paysanne (la Conf), un sindacato agricolo il cui valore ispiratore è la lotta per i diritti dell'uomo e dell'ambiente. In controtendenza rispetto alle scelte dell'industria agraria il cui fine principale è il profitto, Bové è uno dei principali oppositori degli OGM.
Nel 1995 è salito a bordo della nave di Greenpeace, la Rainbow Warrior, dove ha preso parte ad un'azione contro gli esperimenti nucleari francesi nell'Oceano Pacifico nell'atollo di Mururoa (Polinesia francese).
L'evento che ha reso celebri Bové e la sua Confederazione è stato lo smantellamento di un McDonald's franchising in costruzione a Millau (Aveyron) nel 1999. Considerato da i suoi sostenitori non violento, l'atto è stato preso, da parte del tribunale francese, come una reazione alle restrizioni statunitensi all'importazione di formaggio Roquefort.  Infatti nel 1999 gli Stati Uniti hanno imposto dazi sull'importazione del formaggio Roquefort come parte di un'azione economica volta a punire l'Unione europea per la sua scelta di limitare l'importazione di carne di animali trattati con ormoni, prodotti che sono stati considerati altamente dannosi alla salute.  L'azione si svolse di giorno in modo non violento e non clandestino al fine di catalizzare l'attenzione sul ruolo dell'industria del fast food come sottoprodotto del sistema agricolo produttivistico, al quale Bové si oppone. Il suo atto di disobbedienza civile ha dato risonanza mondiale alle sue posizioni politiche, suscitando l'interesse dell'opinione pubblica. La gendarmeria francese prelevò José Bové all'alba dalla sua fattoria trasportandolo in elicottero in carcere. Il sindacalista contadino ricevette una condanna 3 mesi di reclusione, rifiutò di patteggiare e scontò effettivamente solo 44 giorni, fu graziato il 14 luglio e rilasciato il primo agosto 2002.  Bové si chiuse volontariamente per 19 giorni in una gabbia davanti al tribunale di Millau, con l'accusa di aver distrutto alcune colture di riso transgeniche. Josè Bové affermò in modo determinato:  "O sono colpevole e allora resto in prigione o sono innocente e allora non dovevo essere condannato. Non voglio sentir parlare di pena sostitutiva o di patteggiamento che mi proporrà il giudice di Millau". Bové aveva già dichiarato che non avrebbe opposto resistenza all'arresto. Non fu tradito dai compagni movimentisti. Alcuni movimenti no global presero una serie di iniziative non violente di protesta e accusarano la polizia di essersi comportata "come in un paese dittatoriale". In uno dei suoi libri Bové racconta di come è riuscito a recarsi negli Stati Uniti con 30 kg di Roquefort nascosti nel proprio bagaglio.

José Bové assieme a Evo Morales, ex presidente della Bolivia, a culturAmérica (2002).

Numerose sono le azioni che lo hanno reso protagonista in ambito internazionale.  Nel 2002 è stato arrestato dalla polizia Israeliana a seguito del suo incontro con Yasser Arafat, che si trovava sotto assedio all'interno del suo quartier generale di Ramallah (in Palestina), e dopo aver preso parte alle manifestazioni di protesta contro l'occupazione israeliana della West Bank e della Striscia di Gaza.  Al suo ritorno in Francia gruppi di manifestanti filoisraeliani e filopalestinesi si sono scontrati nei dintorni dell'aeroporto di Orly. In seguito, durante un'intervista concessa alla televisione francese Canal Plus, Bové ha affermò che gli attacchi contro le sinagoghe francesi avvenuti in quel periodo sarebbero stati orchestrati dal Mossad al fine di distrarre l'attenzione dell'opinione pubblica facendo leva sullo spettro dell'antisemitismo. Questa esternazione è stata sufficiente perché Roger Cukierman lo definisse antisemita..
Bové è anche intervenuto in supporto ai movimenti degli abitanti di Tahiti, dei Kanaki, le popolazioni indigene della Nuova Caledonia. A Porto Alegre (Brasile) ha partecipato all'occupazione delle terre a fianco del movimento dei "Sem Terra" brasiliani. In Colombia, ha cercato di capire le ragioni di una guerra civile in corso da oltre quarant'anni. In India ha partecipato a una manifestazione contadina contro gli OGM. In Malaysia, ma anche in Burkina Faso, l'allevatore francese è stato il testimone per eccellenza che un altro mondo è possibile.
Bové ha moltiplicato i propri sforzi a favore degli sfruttati dell'agricoltura, a fianco del movimento no global.  Si è pronunciato apertamente sul canale televisivo francese LCI il 12 settembre 2005 e nel libro Le monde n'est pas une marchandise (Il mondo non è in vendita) a favore dell'esistenza di regolamentazioni internazionali del mercato. Giustificò la sua resistenza alle regole a causa loro imposizione unilaterale ed indemocratica. La sua designazione come "no global" può essere dovuta al suo parere in parte favorevole al protezionismo (la cosiddetta politica di sovranità alimentare).

## Carriera politica

### Elezione del Parlamento europeo del 2009
Dopo le elezioni presidenziali francesi, José Bové è divenuto più strettamente associato con Europe Écologie, un'associazione di partiti politici francesi ambientalisti tra cui è presente anche il Partito dei Verdi. Nelle elezioni per il Parlamento europeo, ha guidato la lista dei candidati per l'area Sud-Occidentale. Il 7 giugno 2009 è stato eletto al Parlamento Europeo, per Europe Ecologie, dove ha ottenuto oltre il 16% dei voti al sistema proporzionale.

### Elezione del Parlamento europeo del 2014
Viene nuovamente eletto al parlamento europeo nella fila di Europe Ecologie. Insieme a Ska Keller, è candidato alla presidenza della Commissione europea da parte del gruppo Verdi/ALE.